# Rhynchothalestris helgolandica
Rhynchothalestris helgolandica is een eenoogkreeftjessoort uit de familie van de Rhynchothalestridae. De wetenschappelijke naam van de soort is voor het eerst geldig gepubliceerd in 1863 door Claus.